# مطهر رشاد المصري
اللواء مطهر رشاد المصري (1953 - ) يمني ولد في عنس بيت المصري محافظة ذمار، ولد ونشأ في قرية (بيت المصري)، في محافظة ذمار، عمل عام 1392 هـ / 1972م في الوحدات المركزية، وفي عام 1398 هـ / 1978م في الأمن العام، ثم تعيّن عام 1400 هـ / 1980م مديرًا لأمن مطار صنعاء، ثم نائبًا لمدير أمن البيضاء، وقائدًا للأمن المركزي بالبيضاء عام 1404 هـ / 1984م، ثم نائبًا لوزير الداخلية عام 1415 هـ / 1995م، وفي 2001 عين رئيسا للمجلس الأعلى للشرطة، في 2007م عين محافظا لمحافظة صعدة. ومن ثم وزيراً للداخلية منذ أبريل 2007 حتى 2012.

## حياته وتعليمه
انتقل إلى مدينة ذمار، ومكث فيها فترة قصيرة، انتقل بعدها إلى مدينة صنعاء، فأكمل فيها دراسته الابتدائية، ثم التحق بدار المعلمين، وفي عام 1389 هـ / 1969م التحق بكلية الشرطة، وتخرّج منها عام 1392 هـ / 1972م، ثم التحق بكلية الشريعة والقانون بجامعة صنعاء، وحصل على شهادة الليسانس، ثم التحق بكلية القيادة والأركان، فحصل على درجة الماجستير.
| المناصب السياسية       | المناصب السياسية                 | المناصب السياسية      |
| ---------------------- | -------------------------------- | --------------------- |
| سبقه رشاد محمد العليمي | وزير الداخلية اليمني 2008 - 2011 | تبعه عبد القادر قحطان |